# Anthidium afghanistanicum
Anthidium afghanistanicum is een vliesvleugelig insect uit de familie Megachilidae. De wetenschappelijke naam van de soort is voor het eerst geldig gepubliceerd in 1965 door Mavromoustakis.